# کیرشبرگ ام وکسل
کیرشبرگ ام وکسل (به آلمانی: Kirchberg am Wechsel) یک منطقهٔ مسکونی در اتریش است که در ناحیه نوین‌کیرشن واقع شده‌است. کیرشبرگ ام وکسل ۲٬۳۴۷ نفر جمعیت دارد.